# Чёрный ход (фильм)
Чёрный ход (нем. Hintertreppe) — немой немецкий фильм, снятый в 1921 году режиссёром Леопольдом Йеснером в соавторстве с Паулем Лени. Лента стала предтечей стиля «каммершпиль» в немецком кинематографе 1920-х годов.

## Сюжет
Молодая женщина, работающая служанкой в барском доме (Хенни Портен), собирается выйти замуж, но её любимый куда-то уехал и даже не пишет ей писем. Ежедневно девушка спрашивает у почтальона, нет ли для неё письма. Влюблённый в девушку почтальон (Фриц Кортнер) живёт в подвале и с завистью наблюдает за отношениями служанки и её возлюбленного. Однажды, получив-таки письмо от любимого, девушка, желая поделиться радостью и отблагодарить за добрую весть, заглядывает в подвальную комнату, где находит у почтальона копию полученного письма. Спустя некоторое время, испытывая жалость к почтальону, она возвращается в его жилище и целует его. Они планируют совместный ужин. В этот момент возвращается её любимый (Вильгельм Дитерле), который, не обращая внимания на протесты и уговоры девушки, нападает на почтальона. Завязывается драка, в которой почтальон хватает топор и убивает парня. Хозяева дома, увидев, причиной какого скандала стала их служанка, тут же выставляют её на улицу. Обезумевшая девушка идёт по лестнице на крышу и бросается на камни мостовой.

## В ролях
- Хенни Портен — служанка
- Фриц Кортнер — почтальон
- Вильгельм Дитерле — любовник